# Пожежний, врятуйте мою дитину
Пожежний, врятуйте мою дитину (англ. Fireman, Save My Child) — американська кінокомедія режисера А. Едварда Сазерленда 1927 року.

## У ролях
- Воллес Бірі — Елмер
- Реймонд Гаттон — Сем
- Жозефін Данн — Дора Думстон
- Том Кеннеді — капітан Кеннеді
- Роланд Дрю — Волтер
- Джозеф В. Джирард — шеф Думстон
- Дуглас Гейґ
- Тельма Тодд